# Cavanillesia arborea
Cavanillesia arborea là một loài thực vật có hoa trong họ Cẩm quỳ. Loài này được (Willd.) K.Schum. mô tả khoa học đầu tiên năm 1886.